# Джил Крейбъс
Джил Крейбъс (на английски: Jill Craybas произношение) е професионална тенисистка от САЩ. Спортната си кариера започва през 1996 г., печелейки титлата на сингъл на National Collediate Athletics Association (Национална колежанска асоциация на атлетите).
На 6 октомври 2002 г., Джил Крейбъс печели своята първа титла на турнира в Токио, който е част от официалния календар на Женската тенис асоциация. По пътя към финала тя побеждава последователно: Олга Савчук, Рената Ворачова, Андрея Клепач и Акгул Аманмурадова. Във финалния мач, американската тенисистка побеждава Силвия Талая от Хърватия в трисетов мач с резултат 2:6, 6:4, 6:4. Шест години по-късно прз 2008 г., Джил Крейбъс отново се изправя във финален мач на турнира в Патая, Тайланд. Този път тя анексира загуба от набиращата скорост полска тенисистка Агнешка Радванска с резултат 6:2, 1:6, 6:7. След участието си в този турнир, американката записва прогрес със 17 позиции в световната ранглиста на женския тенис (придвижва се от 77-а на 60-а позиция).
В професионалната си кариера, американската тенисистка печели четири шампионски титли на двойки. През годините в тези мачове тя си партнира с: Лизел Хубер, Марлене Вайнгартнер, Олга Говорцова и Марина Еракович. В статистиката на съвременния тенис остават и осем нейни поражения в мачовете по двойки, регистрирани в периода 2004 – 2008 г.
Най-доброто си представяне в турнирите за Големия шлем, Джил Крейбъс регистрира през 2005 г., по време на „Уимбълдън“. Тя достига до третия кръг на надпреварата, след като във втория отстранява Серина Уилямс с 6:3, 7:6, а в третия е елиминирана от другата сестра — Винъс с резултат 6:0, 6:2.
На 23 юни 2008 г., Джил Крейбъс записва своето най-добро класиране в кариерата си при двойките. Тя достига до 41-ва позиция в Световната ранглиста на женския тенис.
На 10.10.2010 г. Джил Крейбъс печели шампионската титла на двойки от турнира в японската столица Токио, който е част от официалния календар на Международната тенис федерация (ITF). Във финалната среща, заедно с тайландската тенисистка Тамарин Танасугарн преодоляват съпротивата на полякинята Урсула Радванска и Олга Савчук от Украйна с резултат 6:3, 6:1. На същия турнир е финалистка на сингъл, но губи от Аюми Морита.